# Duda Machado
Eduardo Magalhães Machado, mais conhecido Duda, (Rio de Janeiro, 10 de setembro de 1982) é um jogador de basquetebol brasileiro que atua como ala-armador.

## Carreira
Duda é irmão do ala Marcelinho, da seleção brasileira, e de Ricardo, que faz parte da comissão técnica (fisioterapeuta) da equipe de basquetebol do Flamengo.
Duda foi revelado no Fluminense. Em 2004, foi um dos líderes da bela campanha do Flamengo no Campeonato Nacional, tornando-se ídolo da torcida.
No Lobos Brasília, foi peça importante do time no Campeonato Nacional de 2007, fazendo 284 pontos com quase 9 pontos por jogo de média.
Duda também conquistou o Campeonato Brasileiro em 2008, 2009 e a Liga Sul-Americana de 2009 pelo Flamengo.
Joga como ala, mas também pode jogar como armador.

## Honras

### Seleções de Campeonatos
- Jogo das Estrelas NBB: 2009

## Estatísticas

### Campeonato Nacional de Basquete

#### Temporada regular do Nacional
| Ano  | Equipe         | PJ | MPJ  | 2P   | 3P   | LL   | RT  | AS  | BR  | TO | PPJ  |
| ---- | -------------- | -- | ---- | ---- | ---- | ---- | --- | --- | --- | -- | ---- |
| 2006 | Lobos Brasília | 16 | 14.3 | .737 | .273 | .875 | 1.6 | 1.3 | 1.4 | .3 | 6.8  |
| 2008 | CR Flamengo    | 22 | 26.6 | .561 | .400 | .846 | 2.7 | 3.5 | 2.8 | .1 | 14.6 |

#### Playoffs do Nacional
| Ano  | Equipe      | PJ | MPJ  | 2P   | 3P   | LL   | RT  | AS  | BR  | TO | PPJ  |
| ---- | ----------- | -- | ---- | ---- | ---- | ---- | --- | --- | --- | -- | ---- |
| 2008 | CR Flamengo | 9  | 34.6 | .579 | .414 | .741 | 4.6 | 5.3 | 2.7 | .3 | 17.1 |

### Novo Basquete Brasil

#### Temporada regular do NBB
| Ano               | Equipe            | PJ  | MPJ  | 2P%  | 3P%  | LL%  | RT  | AS  | BR  | TO | PPJ  |
| ----------------- | ----------------- | --- | ---- | ---- | ---- | ---- | --- | --- | --- | -- | ---- |
| 2008–09†          | Flamengo          | 26  | 28.3 | .590 | .283 | .759 | 2.5 | 3.5 | 2.2 | .2 | 11.0 |
| 2009–10           | Flamengo          | 25  | 31.9 | .543 | .406 | .792 | 3.3 | 3.5 | 2.3 | .2 | 12.6 |
| 2010–11           | Flamengo          | 24  | 24.7 | .596 | .346 | .885 | 2.2 | 2.3 | .9  | .0 | 8.5  |
| 2011–12           | Flamengo          | 27  | 15.8 | .697 | .391 | .904 | 1.4 | 1.1 | .6  | .0 | 6.6  |
| 2012–13†          | Flamengo          | 34  | 19.7 | .591 | .452 | .820 | 1.2 | 1.3 | .9  | .1 | 10.4 |
| 2013–14           | Macaé             | 32  | 31.3 | .507 | .373 | .823 | 2.8 | 3.7 | 1.7 | .2 | 15.2 |
| 2014–15           | Rio Claro         | 20  | 32.8 | .506 | .338 | .913 | 3.0 | 3.8 | 2.2 | .2 | 14.5 |
| 2015–16           | B. Cearense       | 28  | 28.8 | .519 | .306 | .798 | 2.9 | 4.1 | 1.6 | .1 | 13.3 |
| 2017-18           | Bauru Basquete    |     |      |      |      |      |     |     |     |    |      |
| Carreira          | Carreira          | 216 | 26.3 | .552 | .360 | .826 | 2.4 | 2.8 | 1.5 | .1 | 11.5 |
| Jogo das Estrelas | Jogo das Estrelas | 1   | –    | –    | –    | –    | –   | –   | –   | –  | –    |

#### Playoffs do NBB
| Ano      | Equipe      | PJ | MPJ  | 2P%  | 3P%  | LL%  | RT  | AS  | BR  | TO | PPJ  |
| -------- | ----------- | -- | ---- | ---- | ---- | ---- | --- | --- | --- | -- | ---- |
| 2009†    | Flamengo    | 11 | 29.4 | .562 | .214 | .777 | 3.5 | 4.2 | 2.0 | .0 | 10.7 |
| 2010     | Flamengo    | 12 | 32.6 | .444 | .407 | .857 | 2.7 | 3.0 | 1.0 | .4 | 12.4 |
| 2011     | Flamengo    | 7  | 14.7 | .000 | .409 | .833 | 1.7 | .7  | .1  | .0 | 4.6  |
| 2012     | Flamengo    | 10 | 12.5 | .461 | .285 | .600 | 1.1 | .9  | .4  | .0 | 3.9  |
| 2013†    | Flamengo    | 9  | 19.4 | .600 | .365 | .941 | 1.8 | 1.8 | 1.6 | .0 | 11.4 |
| 2016     | B. Cearense | 4  | 31.6 | .308 | .323 | .769 | 1.3 | 3.8 | 1.5 | .3 | 12.0 |
| Carreira | Carreira    | 53 | 23.5 | .476 | .336 | .819 | 2.2 | 2.4 | 1.1 | .1 | 9.2  |

## Títulos
Flamengo
- Campeonato Carioca: 2007, 2008, 2009
- Campeonato Brasileiro: 2008, 2009, 2013
- Liga Sul-Americana: 2009

 Lobos Brasília
- Campeonato Brasileiro: 2007

 Londrina
- Campeonato Paranaense: 2002